# Джампаоло Менікеллі
Джампаоло Менікеллі (італ. Giampaolo Menichelli, * 29 червня 1938, Рим) — колишній італійський футболіст, фланговий півзахисник.
Насамперед відомий виступами за клуб «Ювентус», а також національну збірну Італії.
Чемпіон Італії. Володар Кубка Італії. Володар Кубка ярмарків. 

## Клубна кар'єра
Вихованець футбольної школи клубу «Рома». Дорослу футбольну кар'єру розпочав 1957 року в основній команді того ж клубу, в якій провів один сезон, взявши участь лише у 2 матчах чемпіонату. 
Згодом з 1958 по 1960 рік грав на умовах оренди у складі команд клубів «Самбенедеттезе» та «Парма», після чого повернурнувся до «Роми», разом з якою виборов титул володаря Кубка ярмарків.
Своєю грою за останню команду привернув увагу представників тренерського штабу клубу «Ювентус», до складу якого приєднався 1963 року. Відіграв за «стару синьйору» наступні шість сезонів своєї ігрової кар'єри. Більшість часу, проведеного у складі «Ювентуса», був основним гравцем команди. За цей час додав до переліку своїх трофеїв титул чемпіона Італії, ставав володарем Кубка Італії. У фінали кубка Італії 1965 став автором єдиного гола зустрічі, який приніс його команді перемогу над «Інтернаціонале» і кубковий трофей.
Протягом 1969—1970 років захищав кольори команди клубу «Брешія».
Завершив професійну ігрову кар'єру у клубі «Кальярі», за команду якого виступав протягом 1970—1971 років.

## Виступи за збірну
1962 року дебютував в офіційних матчах у складі національної збірної Італії. Протягом кар'єри у національній команді, яка тривала усього 3 роки, провів у формі головної команди країни 9 матчів, забивши 1 гол. У складі збірної був учасником чемпіонату світу 1962 року у Чилі.

## Титули і досягнення

### Командні
- Чемпіон Італії (1):

«Ювентус»:  1966–67
- Володар Кубка Італії (1):

«Ювентус»:  1964–65
- Володар Кубка ярмарків (1):

«Рома»:  1960–61

### Особисті
- Найкращий бомбардир Кубка Італії (1):

1964–65 (3)